# كين نورمان
كين نورمان (بالإنجليزية: Ken Norman)‏ مواليد 5 سبتمبر 1964 في شيكاغو، هو لاعب كرة سلة أمريكي معتزل. بدأ مسيرته الاحترافية في سنة 1987. تم اختياره من قبل فريق لوس أنجلوس كليبرز خلال الدرافت. يبلغ طوله 6 قدم 8 بوصة (2.0 م). اعتزل اللعب في 1997. أحرز خلال مسيرته في الإن بي إيه 8717 نقطة بمعدل 13.5 نقطة في المباراة الواحدة.

## المسيرة الاحترافية
لعب مع لوس أنجلوس كليبرز من سنة 1987 إلى 1993، ثم لعب مع ميلووكي باكز في موسم 1993–1994، ثم لعب مع أتلانتا هوكس من سنة 1994 إلى 1997.

## روابط خارجية
- كين نورمان على موقع إن بي أي (الإنجليزية)
- كين نورمان على موقع سبورتس رفرنس (الإنجليزية)
- كين نورمان على موقع كلية كرة السلة في سبورتس رفرنس.كوم (الإنجليزية)
- كين نورمان على موقع ريلجم (الإنجليزية)
- كين نورمان على موقع بروبوليرز (الإنجليزية)